# Jarcová
Jarcová je obec v okrese Vsetín Zlínského kraje. Žije zde 854 obyvatel.
Obec leží 4 km jižně od Valašského Meziříčí na úpatí Hostýnských vrchů. První záznam o obci pochází z roku 1392, kdy je vzpomínána jako Jarcova Lhota, vznikla pravděpodobně v období tzv. velké kolonizace. Původní charakter obce je především zemědělský, obyvatelé se věnovali také ovocnářství, výrobě dřevěného nářadí. Právo užívat znak a prapor získala obec v roce 1993. Na území obce se nachází přírodní památka Jarcovská kula, která je zobrazena i na obecní pečeti.

## Název
Původní podoba jména vsi byla Jarcova, tedy přivlastňovací přídavné jméno od osobního jména Jarec (jehož základem bylo přídavné jméno jarý). Jméno tedy označovalo Jarcovu ves. Později přešlo přivlastňovací jméno k přídavnému jménu se složeným skloňováním, tedy zakončenému na -ová, k čemuž v oblasti Hostýnských vrchů docházelo často.

## Pamětihodnosti
- Zvonička
- Pískovcový kříž
- přírodní památka Jarcovská kula

## Galerie

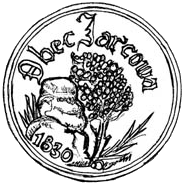
Pečeť obce Jarcová
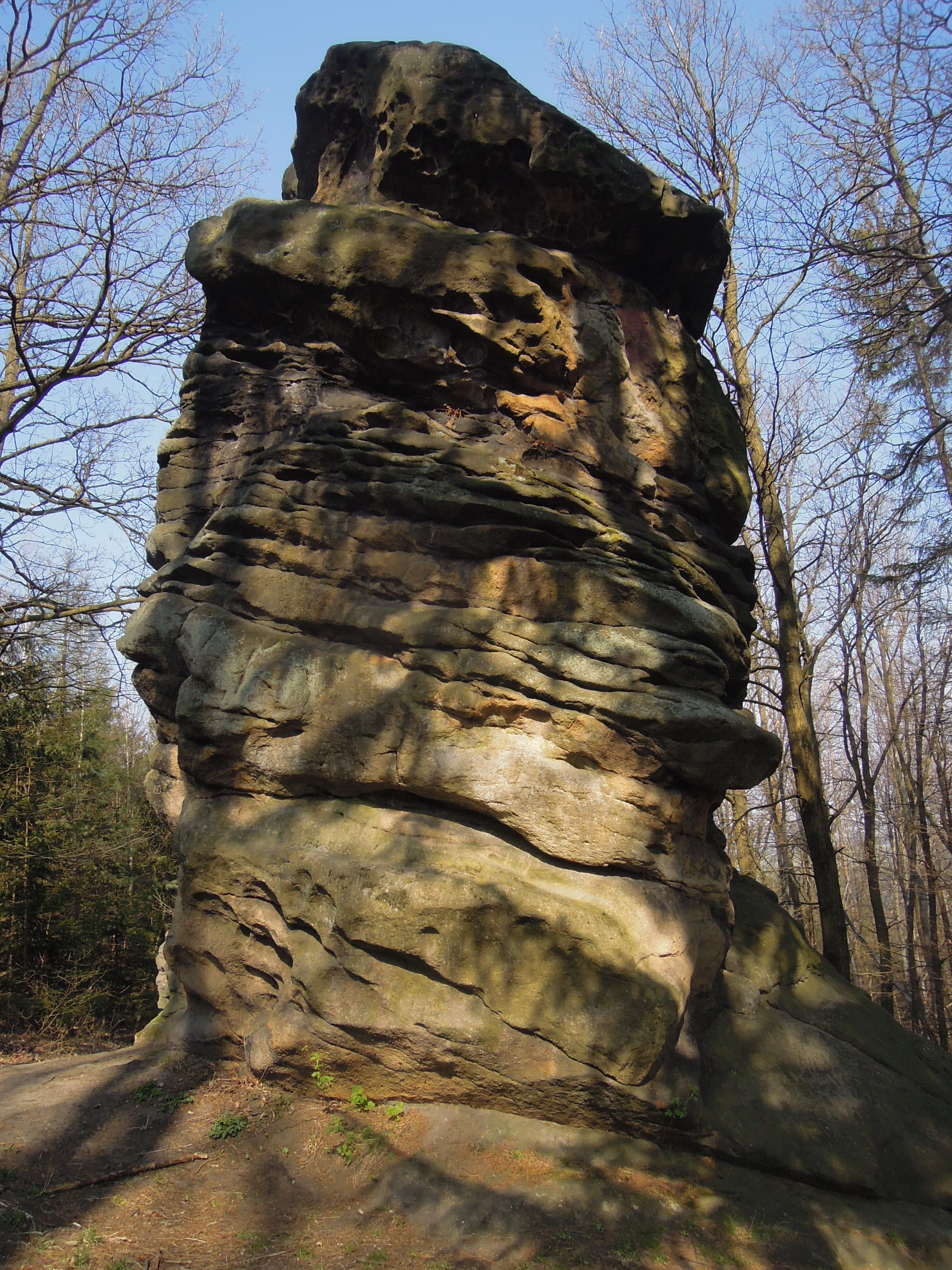
Přírodní památka Jarcovská kula
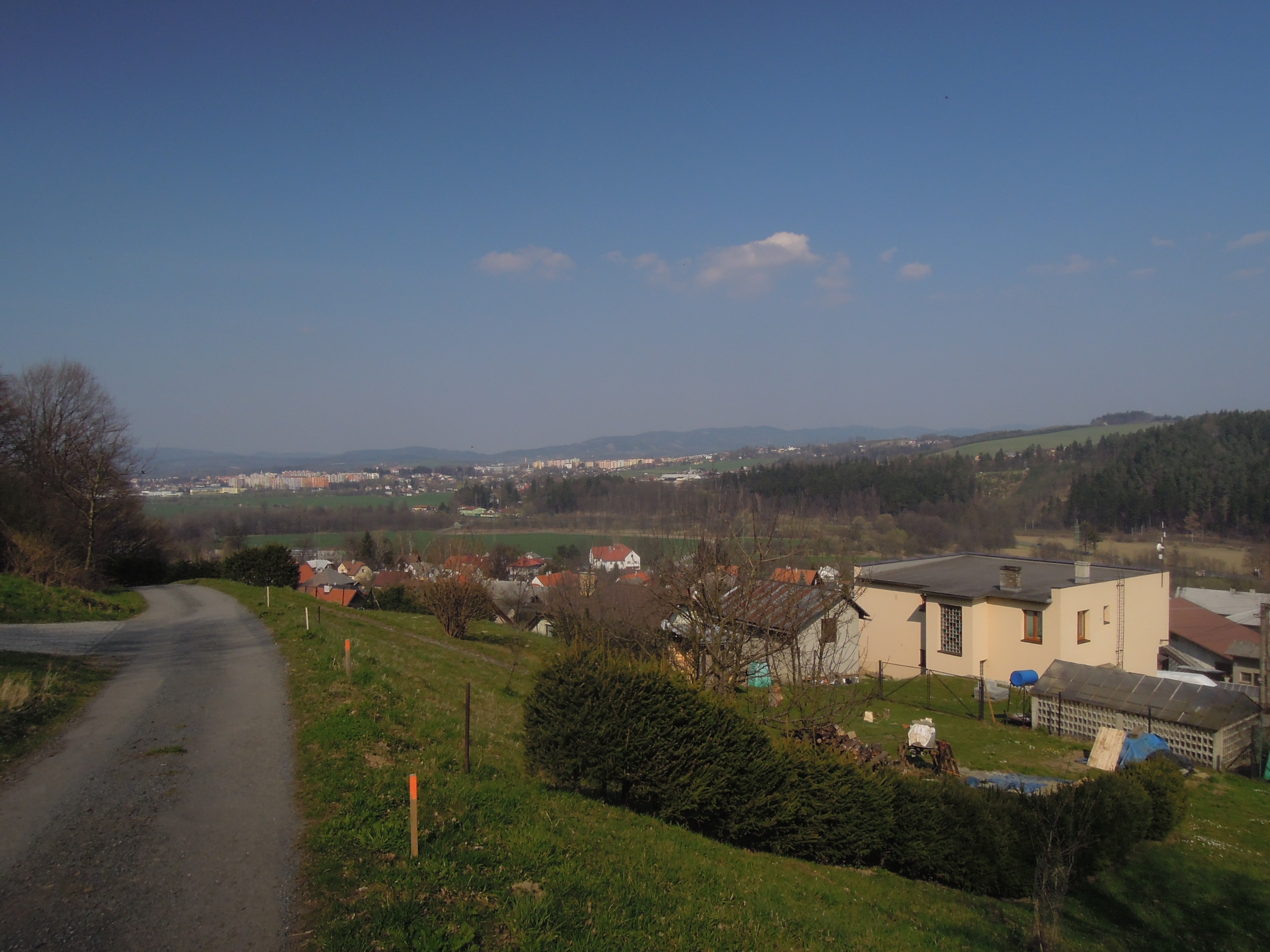
Pohled na část obce zpod Jarcovské kuly
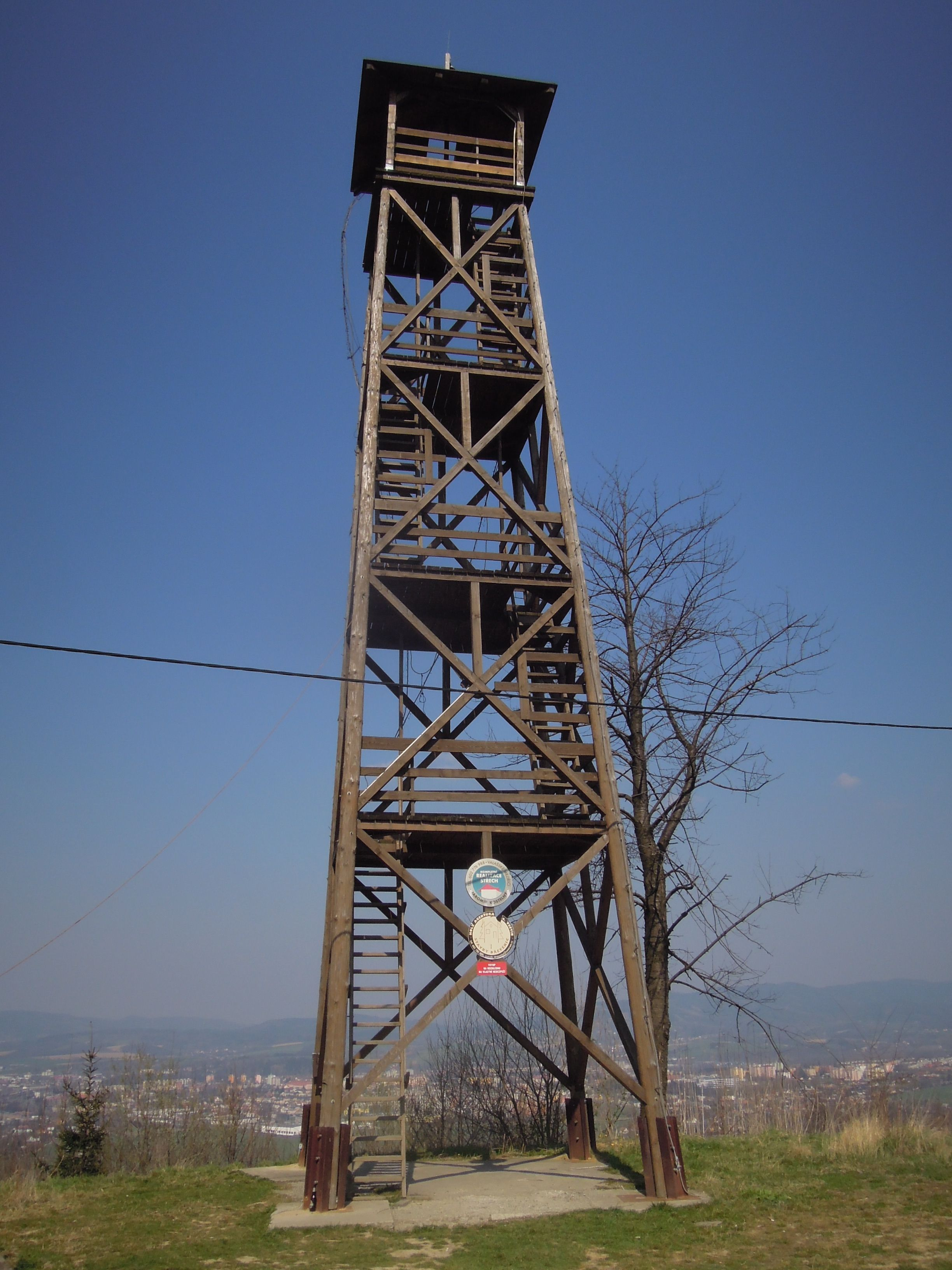
Rozhledna Jarcová